# My Enemy
«My Enemy» es una canción de la banda de heavy metal estadounidense Skid Row, fue el primer sencillo de su tercer álbum Subhuman Race lanzado en 1995.
La canción escrita por Rob Affuso, Rachel Bolan, Dave Sabo y Scotti Hill, primer sencillo producido por la banda bajo Bob Rock, marcaba un nuevo precedente, ya que había abandonado su sonido anterior para coquetear con sonidos más alternativos, sirvió entonces para mostrar lo que se venía con su nuevo álbum Subhuman Race, después de cuatro años sin sacar material nuevo. Las cosas habían cambiado y esta canción es un reflejo de aquello, tras la explosión alternativa, Skid Row estaba en un innegable segundo plano, y el sencillo no entró en las listas, el álbum en comparación con los otros igualmente se vio opacado.
El videoclip era raras veces pasado en la televisión, no teniendo la difusión y rotación de los anteriores.
Un remix de la canción está incluido en el álbum recopilatorio de la banda 40 Seasons: The Best of Skid Row.

## Lista de canciones
1. «My Enemy» (Versión LP)
2. «Ironwill» (Versión LP)
3. «Frozen» (Demo)

- Datos: Q4353858